# Епрвил пре ле Небур
Епрвил пре ле Небур (фр. Epreville-près-le-Neubourg) насеље је и општина у северној Француској у региону Горња Нормандија, у департману Ер која припада префектури Евре.
По подацима из 2011. године у општини је живело 500 становника, а густина насељености је износила 64,68 становника/km². Општина се простире на површини од 7,73 km². Налази се на средњој надморској висини од 139 метара (максималној 153 m, а минималној 129 m).

## Демографија
| 1962. | 1968. | 1975. | 1982. | 1990. | 1999. | 2011. |
| ----- | ----- | ----- | ----- | ----- | ----- | ----- |
| 252   | 279   | 335   | 332   | 349   | 361   | 500   |

График промене броја становника у току последњих година